# Sumber Makmur (Muara Padang)
Sumber Makmur is een bestuurslaag in het regentschap Banyuasin van de provincie Zuid-Sumatra, Indonesië. Sumber Makmur telt 2585 inwoners (volkstelling 2010).